# القفلة (الرضمة)

تعديل مصدري - تعديل

القفلة هي إحدى قرى عزلة كحلان بمديرية الرضمة التابعة لمحافظة إب، بلغ تعداد سكانها 86 نسمة حسب تعداد اليمن لعام 2004.